# Silvia Navarro
Silvia Navarro Giménez (født 20. marts 1979 i Valencia) er en spansk håndboldspiller, som spiller for Rocasa Gran Canaria ACE og Spaniens håndboldlandshold. Hun er målvogter.

## Landshold
Hun har været med til at vinde bronze ved VM i håndbold 2011.

### OL
Navarro har deltaget ved tre olympiske lege. Første gang var hun med Spanien til OL 2012 i London, hvor holdet efter en tredjeplads i gruppespillet i kvartfinalen besejrede Kroatien, men tabte derefter knebent til Montenegro i semifinalen. I kampen om tredjepladsen vandt Spanien over Sydkorea og sikrede sig dermed bronzemedaljerne.
Ved OL 2016 i Rio de Janeiro blev Spanien igen nummer tre i gruppespillet, men tabte derpå til Frankrig i kvartfinalen efter forlænget spilletid og endte på sjettepladsen.
Hun var også med ved OL 2020.